# Wacker Thoune
 (janvier 2025).
Si vous disposez d'ouvrages ou d'articles de référence ou si vous connaissez des sites web de qualité traitant du thème abordé ici, merci de compléter l'article en donnant les références utiles à sa vérifiabilité et en les liant à la section « Notes et références ».
Maillots
Dernière mise à jour : 23 janvier 2025.
Le Wacker Thoune est un club de handball basé à Thoune en Suisse et créé en 1961.

## Histoire
Le Wacker Thoune est fondé en 1961. 
Mais ce n'est qu'à l'aube du XXIe siècle que le club se mit au devant de la scène nationale puisqu'en 2000, il réussit à se hisser en finale de la Coupe de Suisse mais perdit 23 à 19 face TSV St. Otmar Saint-Gall Handball, le Waker Thoune eut malgré tout sa revanche en remportant cette même compétition deux ans plus tard face au TSV St. Otmar Saint-Gall Handball. 
Puis c'est au niveau européen et plus précisément en Coupe Challenge où lors de la saison 2004/2005, le club réalisa l'exploit de remporter ce titre européen puisqu'après avoir battu les lituanien du Šviesa-Savanoris Vilnius, les portugais du CD de S. Bernardo-Aveiro, les bosniens du RK Borac Banja Luka, leur compatriote du TSV St. Otmar Saint-Gall Handball, le club se retrouva en finale où il dut affronter le club portugais du ABC Braga en finale aller-retour et avec une victoire 29 à 24 à domicile, le Wacker Thoune s'inclina 26 à 29 à Braga mais sans conséquence puisqu'il remporta le titre avec un score de 55 à 53.
La saison suivante, le club remporta sa deuxième Coupe de Suisse, 29 à 28 face au TV Suhr, après prolongation.
Une trophée réédité lors de la saison 2011/2012 face au Kadetten Schaffhausen sur une victoire 29 à 26, lors de cette même saison le club réalisa un très beau parcours européen toujours en Coupe Challenge où après s'être défait des macédoniens du RK Tinex Prolet Skopje, des serbes du RK Kolubara, des italiens du SSV Bozen, des portugais du Sporting Clube de Portugal, le club se retrouva face au club grec de l'AC Diomidis Argous où il perdit 45 à 46 (26-23;20-22) et donc ne réédita pas son exploit de 2005.
Mais en Championnat, le club restait toujours dans l'ombre du Kadetten Schaffhausen jusqu'en 2013 où le club réussit l’exploit de décrocher le fameux titre de Champion de Suisse synonyme de qualification pour sa première Ligue des champions, une saison où le club réussit à faire le doubler puisqu'il remporta sa quatrième Coupe de Suisse 30 à 26 face au Kadetten Schaffhausen. 
Lors de la première apparition du Wacker Thoune en Ligue des champions, le club se retrouva dans le chapeau 3 et tombe dans le groupe C avec les champions espagnols du FC Barcelone, les champions français du Paris Saint-Germain Handball, les champions macédoniens du RK Vardar Skopje et leur dauphin du RK Metalurg Skopje et enfin les champions biélorusses du HC Dinamo Minsk mais se retrouvant dans ce groupe assez relevé, le Wacker Thoune se retrouva bon dernier.

### Parcours
| Saison    | Niveau | Classement    | Coupe de Suisse | Compétition européenne | Compétition européenne |
| --------- | ------ | ------------- | --------------- | ---------------------- | ---------------------- |
| 1992/1993 | 1      | 4             | ?               | -                      | -                      |
| 1993/1994 | 1      | 3             | ?               | Coupe des Villes       | 1/8 de finale          |
| 1994/1995 | 1      | 7             | ?               | -                      | -                      |
| 1995/1996 | 1      | 7             | ?               | -                      | -                      |
| 1996/1997 | 1      | 5             | ?               | -                      | -                      |
| 1997/1998 | 1      | 3             | ?               | -                      | -                      |
| 1998/1999 | 1      | 5             | ?               | Coupe des Villes       | 1/4 de finale          |
| 1999/2000 | 1      | 5             | Finaliste       | -                      | -                      |
| 2000/2001 | 1      | 5             | ?               | -                      | -                      |
| 2001/2002 | 1      | 4             | Vainqueur       | Coupe Challenge        | 4e tour                |
| 2002/2003 | 1      | Vice-champion | ?               | Coupe des coupes       | 3e tour                |
| 2003/2004 | 1      | 3             | ?               | Coupe de l'EHF         | 3e tour                |
| 2004/2005 | 1      | 3             | ?               | Coupe Challenge        | Vainqueur              |
| 2005/2006 | 1      | 3             | Vainqueur       | Coupe de l'EHF         | 1/8 de finale          |
| 2006/2007 | 1      | 3             | ?               | Coupe des coupes       | 1/8 de finale          |
| 2007/2008 | 1      | 5             | ?               | Coupe Challenge        | 3e tour                |
| 2008/2009 | 1      | 6             | ?               | -                      | -                      |
| 2009/2010 | 1      | 8             | ?               | -                      | -                      |
| 2010/2011 | 1      | 4             | ?               | -                      | -                      |
| 2011/2012 | 1      | Vice-champion | Vainqueur       | Coupe Challenge        | Finaliste              |
| 2012/2013 | 1      | Champion      | Vainqueur       | Coupe de l'EHF         | 2e tour                |
| 2013/2014 | 1      | 5             | ?               | Ligue des Champions    | 6e du Groupe C         |
| ...       |        |               |                 |                        |                        |

## Palmarès
Le palmarès du Wacker Thoune est :
Compétitions internationales
- Coupe Challenge (C4)
  - Vainqueur (1) : 2005
  - Finaliste (1) : 2012

Compétitions nationales
- Championnat de Suisse
  - Vainqueur (2) : 2013, 2018 (de)
  - Deuxième (3) : 2003, 2012, 2016
- Coupe de Suisse
  - Vainqueur (6) : 2002, 2006, 2012, 2013, 2017, 2019
  - Finaliste (1) : 2000

## Identité visuelle

avant 2014
2014-

## Personnalités liées au club
- Henk Groener, joueur de 1989 à 1990
- Emil Feuchtmann (en), joueur de 2015 à 2017
- Lenny Rubin, joueur de 2015 à 2018
- Martin Rubin, joueur de 1990 à 1995 et de 1998 à 2003 et entraîneur de 2007 à 2021
- Lukas von Deschwanden (de), joueur de 2009 à 2018 et depuis 2020